# До наступу
«До наступу» — львівська нелегальна агітаційно-масова комуністична газета. Орган ЦК Комуністичної партії Західної України. Виходила у 1934/35 — 1937 роках.
Пропагувала комуністичну ідеологію, висвітлювала діяльність і завдання КПЗУ, писала про страйки робітників і селян. Часопис критикував діяльність українських партій (УСРП, УСДП, УНДО, ОУН). Автори матеріялів і статей не були вказані, або публікації підписані псевдонімами: Семенко, Деніс, Львівський.

## Основні дані
Видавець: Видавництво Центрального Комітету Комуністичної партії Західної України.
Виходили числа:
- 1934. № [?], грудень[1].
- 1935. № 1, № 2, червень, 8 с. 18X25 см. Лр9 3. № 4. № 5, грудень, 20 с. 18,5X25 см.
- 1936. № 6—7 (11—12), серпень—вересень, 10 с. 24,5— 25,5 X 34,5—35 см.
- 1937. № 1(15), № 2(16).

Підзаголовок в № 5 за 1935 р.: Орган Центрального Комітету Комуністичної партії Зах[ідної] України; в № 6—7 за 1936 р.: Орган Центрального Комітету Комуністичної партії Західної України.
Над логотипом часопису гасло: «Пролєтарі всіх країн, єднайтеся!» (і цей самий заклик польською мовою). В № 6—7 за 1936 р. крім цього заклику, також заклик — «Хай живе всесвітній Конгрес оборони миру! Геть Березу Картузьку!»
Друковано на газетному (№ 2, 5 за 1935 р.) та тонкому цигарковому (№ 6—7, за 1936 р.) папері.
У фонді ЛНБ ім. В. Стефаника збереглися 3 номери: 1935 — № 4, 1937 — № 1 (15) і 2 (16).